# آندرانیک کاراپتیان (نماینده مجلس)
آندرانیک کاراپتی کاراپتیان (ارمنی: Անդրանիկ Կարապետի Կարապետյան؛ زادهٔ ۶ آوریل ۱۹۸۳) یک سیاستمدار اهل ارمنستان است که از تاریخ ۲۰۱۷ تا تاریخ ۲۰۱۸ سمت نمایندگی دوره ششم مجلس ملی جمهوری ارمنستان را برعهده داشت.

## زندگی‌نامه
در ۶ آوریل ۱۹۸۳ در اچمیادزین به دنیا آمد و از دانشکده حقوق دانشگاه دولتی ایروان فارغ‌التحصیل شد. 